# ティフアナ
ティフアナ (スペイン語: Tijuana) は、メキシコ合衆国、バハ・カリフォルニア州の北部、アメリカ合衆国との国境にある都市。ティファナ、ティワナとも表記される。

## 詳細
メキシコ合衆国の最北端、アメリカ合衆国の太平洋沿い西海岸との国境沿いに位置する。人口は約192万人（2020年）で州内最大の都市である。カリフォルニア州サンディエゴ市中心部から自動車で約15分、ロサンゼルスから自動車で2.5時間程度の距離にあるため、両都市を始めとするアメリカからの日帰り観光客が多い。近隣の市として、プラヤーズ・デ・ロサリトなどがある。
2007年頃から国境付近で麻薬組織対警察との銃撃戦が長い間展開されていたこともあり、アメリカからの観光客も減少傾向にあったが、最近は持ち直している。
Statistaによると、2022年には人口10万人当たり138人が殺害される世界で治安が最も悪い都市である。

## 産業

### 工業
1990年代に、メキシコとアメリカ、カナダとの3か国の間に北米自由貿易協定（NAFTA）が締結されて以降、日本やアメリカなどの各種大企業の工場が増加しており、多くの雇用を生んでいる。

### 観光

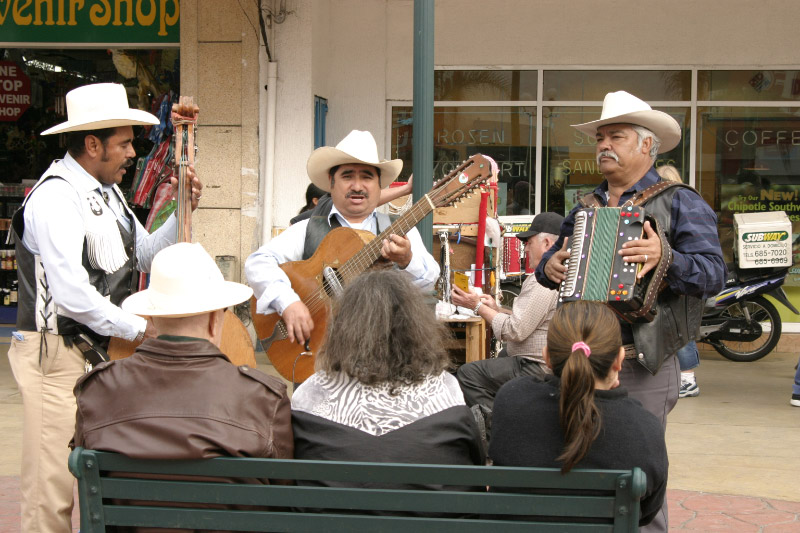
観光客向けのマリアッチ奏者

また、古くからの産業としては観光がある、国境近くの目抜き通り「レボルシオン通り」付近には、アメリカ合衆国からの観光客向け土産物店やバー、レストラン、保険制度が徹底していないアメリカ人に向けた安価な薬局や歯医者が建ち並び活況を見せている。
シーザーサラダの発祥地であり、レボルシオン通りに発祥のホテル「「ホテル・シーザーズ」とレストラン「シーザーズ・プレイス」（Caesar's Place）がある。また、アメリカでは購入が不可能なキューバ製の葉巻を売る店も多い。
2000年頃から、ノルテック（Nortec）と呼ばれる、メキシコの伝統音楽（ノルテーニョ）とテクノポップを融合させたものが、「Nortec Collective」という当地のアーティストのグループによって、盛り上がりを見せている。

### 麻薬密輸
別の一面として、アメリカへの麻薬密輸の拠点の一つともなっており、麻薬カルテルによる犯罪や、警察の汚職が多発している。とくにティフアナ・カルテルの生誕地である。
なお、このような現状については、ベニチオ・デル・トロやマイケル・ダグラス、ドン・チードルなどが出演し、2000年のアカデミー賞4部門を制したアメリカ映画『トラフィック』や『ナルコス:メキシコ編』に詳しい。

## 国境

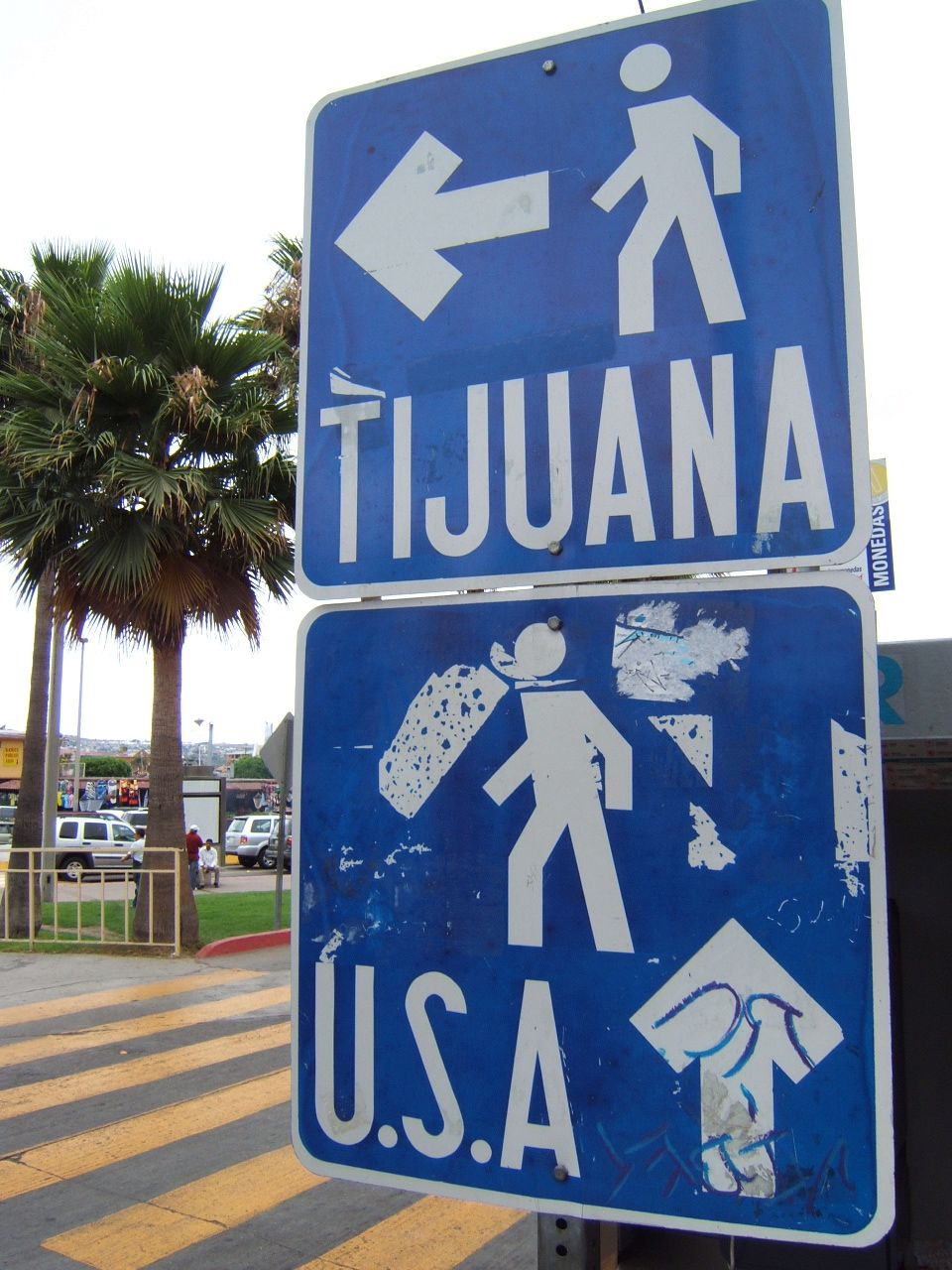
徒歩で国境を越える方向を示す標識

上記のように、ティフアナ北部はアメリカ合衆国との国境（アメリカ＝メキシコ国境）と接しており、自動車や徒歩での越境が可能である。
なおティフアナとカリフォルニア州サン・イシドロ間をつなぐ国境ゲートのほかに、東に車で15分ほど進んだところに、トラック、トレーラーなど商業用貨物を通関する施設もある国境ゲートが存在する。下記はティフアナとカリフォルニア州サン・イシドロ間の国境のことを明記する。

### メキシコからアメリカ
メキシコ合衆国からアメリカ合衆国に入国する場合には、麻薬などの密輸や密入国への対策として入国審査が厳重なこともあり、ティフアナとカリフォルニア州サン・イシドロ間をつなぐアメリカ合衆国側の国境ゲートは週末や休日を中心として相当の混雑が発生し、自動車、徒歩いずれにしても1-2時間程度の待ち時間が必要とされることがある。
メキシコからアメリカに向けたコカインなどの麻薬密輸は、当局と麻薬カルテル側との間でいたちごっこになっている。2013年には国境を跨ぎ、サンディエゴまで通じる約500mの麻薬運搬用地下トンネルが摘発され、規模が大掛かりになっている。2018年11月13日、不法移民集団キャラバンの一部が到着した。この中にも麻薬密輸者が含まれると思われる。

### アメリカからメキシコ
アメリカ合衆国からメキシコ合衆国への徒歩での入国には、2015年9月からは回転ドアをくぐった先に検問所が設けられ、荷物検査などの入国審査がおこなわれるようになった。待ち時間は殆どない。なお、自動車での入国の場合は、抜き打ちでの入国審査と積み荷に対する検査が行われているが、待ち時間は殆どない。

## 交通

### 自動車

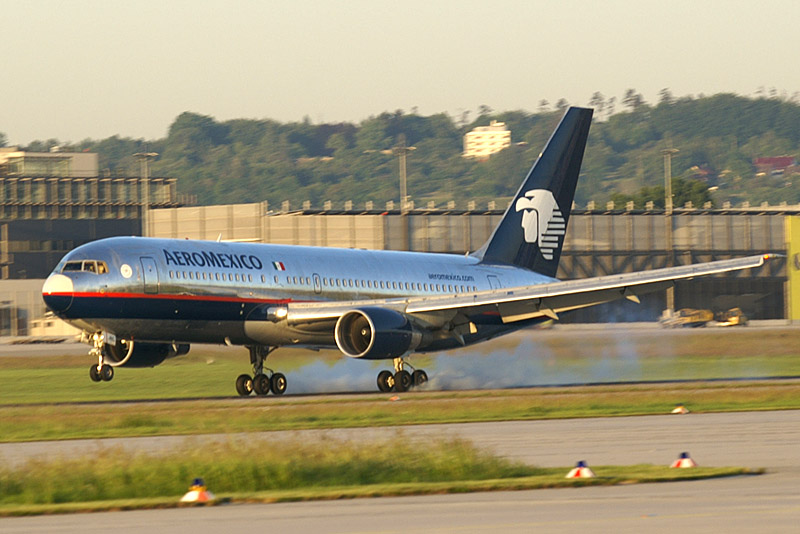
アエロメヒコ航空のボーイング767型機

高速道路でメキシコ各地やバハ・カリフォルニア半島の他の都市と結ばれている他、アメリカ各地とも高速道路経由でつながれている。

### バス・タクシー
バスの他に乗り合いバスもある。また、他の都市との間に長距離バス便が多数運行されている。タクシーはメーター制でなく、乗る際に料金の交渉が必要である。

### 航空
ヘネラル・アベラルド・L・ロドリゲス国際空港は国内線主体の空港だが、メキシコでは五指に数えられる主要空港である。格安航空会社のボラリスがハブ空港としている。

## 出身者
- ベンジー・ギル - 野球選手
- エステバン・ロアイザ - 野球選手
- リゴ・ベルトラン - 元プロ野球選手
- ダミアン666 - プロレスラー
- エクストリーム・タイガー - プロレスラー
- エリック・モラレス - プロボクサー
- ブランドン・モレノ - 総合格闘家
- ファン・カルロス・ブルゴス - プロボクサー
- ジャッキー・ナバ - 女子プロボクサー
- ルイス・ネリ - プロボクサー